# Машковский, Рафал Людвик
Рафал Людвик Машковский (пол. Rafał Ludwik Maszkowski; 11 июля 1838, Львов, Австрийская империя —14 марта 1901, Бреслау) — польский музыкант, скрипач и дирижёр.

## Биография

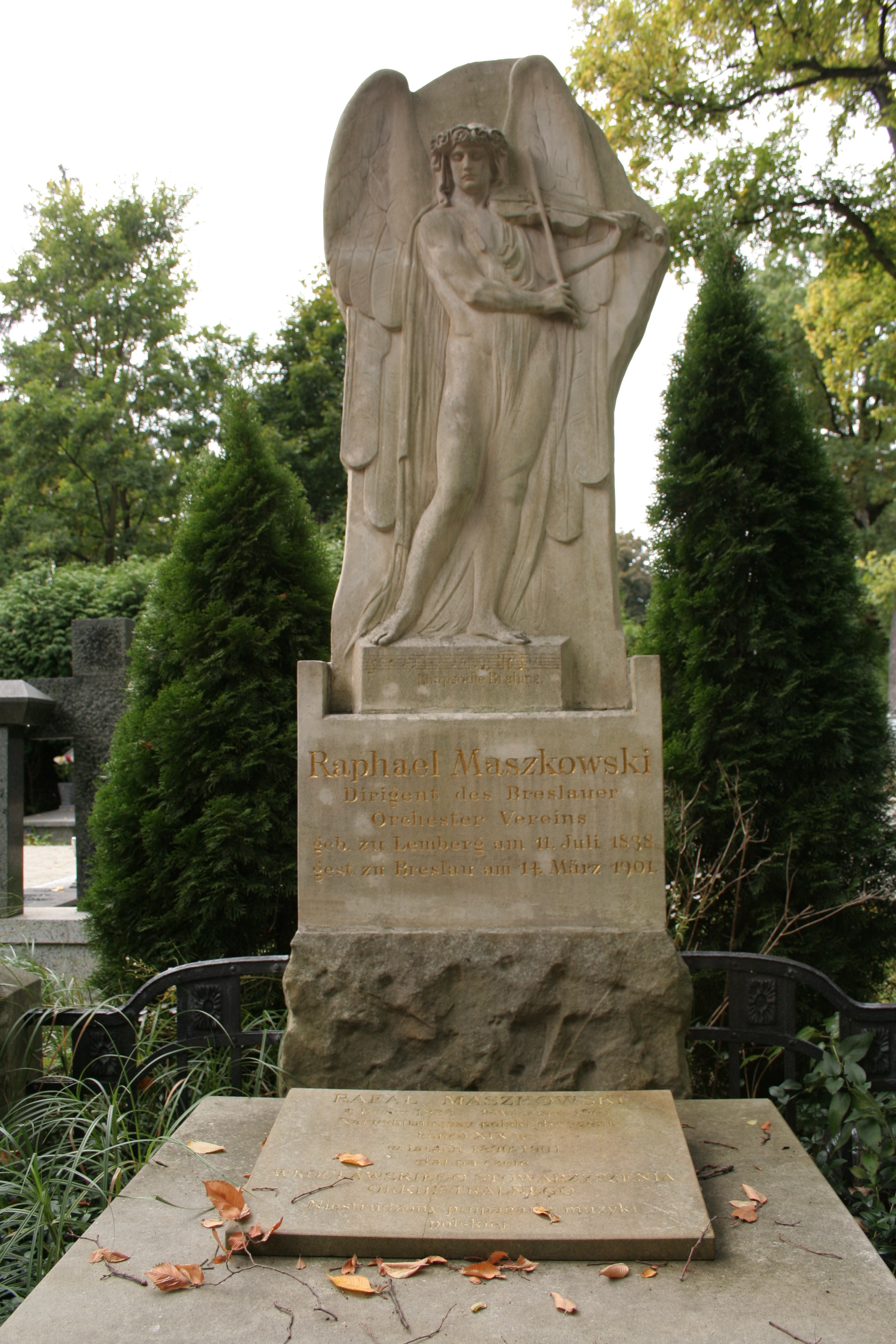
Памятник на могиле Р. Машковского во Вроцлаве

Сын известного польского художника Яна Машковского, брат математика профессора Кароля Машковского и художника Марцеля Машковского.
С 1855 обучался игре на скрипке в Венской консерватории. Ученик Йозефа Хельмесбергера (старшего). Затем в Лейпциге, где его учителями были Фердинанд Давид и Александр Драйшок.
В связи с трудным материальным положением давал частные уроки игры на скрипке.
В 1862—1863 был концертмейстером симфонического оркестра в Кольмаре. Дирижировал оркестрами в гамбургской Singakademie (1863—1866), Szafuzie (Im Turneum, 1866—1869) и в Кобленце.
Затем до 1890 был ректором Музыкального института в Кобленце.
В 1889/1890 в результате заболевания у Машковского отказали два пальца левой руки, из-за чего он в дальнейшем не смог играть на скрипке и полностью посвятил себя дирижированию.
В конце жизни он переехал и поселился в Бреслау, где с 1890 до смерти руководил местным музыкальным симфоническим оркестром (Breslauer Orchester-Verein).
Уже первый же концерт в октябре 1890 года имел большой успех у публики и специалистов. Каждый следующий проходил при переполненных залах. Последнее его публичное выступление состоялось 13 февраля 1901 г.